# Uh Huh Her (álbum)
Uh Huh Her es el sexto álbum de estudio de la cantante y compositora inglesa PJ Harvey, publicado por Island Records el 31 de mayo de 2004 en el Reino Unido y el 8 de junio en Estados Unidos. Grabado en un período de dos años, fue producido en su totalidad por la propia Harvey, quien además tocó todos los instrumentos (el primero desde 1993 con 4-Track Demos) a excepción de la batería, de la que se encargó su frecuente colaborador Rob Ellis.
Uh Huh Her debutó en la posición número 12 de la lista de álbumes del Reino Unido y fue certificado con el disco de plata por la Industria Fonográfica Británica, mientras que en Estados Unidos debutó en el puesto 29 del Billboard 200, el más alto de su carrera en ese país. El álbum se convirtió en el cuarto trabajo consecutivo de Harvey en ser nominado a los Premios Grammy así como también obtuvo una nominación a los Brit Awards.

## Historia
Una vez terminada la etapa del exitoso y aclamado Stories from the City, Stories from the Sea (2000) Harvey comenzó con el proceso de composición y grabación del que sería su nuevo trabajo, período que duró dos años. Uh Huh Her fue registrado en Dorset, la localidad natal de Harvey, así como en East Devon y Los Ángeles. Gran parte de la grabación fue realizada solo por Harvey usando su estudio casero de cuatro y ocho pistas, guitarra, teclados y caja de ritmos. Por primera vez desde que publicara 4-Track Demos en 1993, él álbum fue producido en su totalidad por Harvey, en donde además toco casi todos los instrumentos. Rob Ellis fue el encargado de interpretar la batería y la voces de acompañamiento en «Who the Fuck?».
Según declaraciones de Harvey a diversos medios, entre ellos Mojo, algunas de las canciones "son muy amables, cariñosas, con otros me divertí mucho con las palabras que utilicé y la forma en que las canté". Explicó a la revista Time Out que tras el éxito de su disco anterior quería que éste fuese más simple pero también más honesto y verdadero. Similares palabras tuvo para otras entrevistas, afirmando que Uh Huh Her es un trabajo más optimista y menos oscuro.
Al interior de la portada del álbum hay un largo conjunto de fotografías de autorretratos que Harvey tomó a lo largo de los años, y una serie de anotaciones garabateadas durante el proceso de composición de Uh Huh Her.

## Lanzamiento, rendimiento comercial y gira
Uh Huh Her fue publicado el 31 de mayo de 2004 en el Reino Unido, debutando en la posición número 12 de ese país y una semana después apareció en Estados Unidos, debutando en el puesto 29 del Billboard 200, el más alto alcanzado por Harvey en dicho país, en donde hasta 2005 había vendido 135.000 copias. Su máxima posición la logró en Noruega al debutar en el puesto 6, le seguiría Francia e Irlanda en el 10, número 11 en Dinamarca, 14 en Australia, Suecia y Finlandia, 16 en Bélgica y 17 en Italia, Portugal y Suiza. Pese a haber alcanzado mejores posiciones que su disco anterior, no pudo igualar su impacto comercial. 
El 17 de mayo de 2004, dos semanas antes del lanzamiento del álbum, se publicó «The Letter», el primer sencillo, que llegó al puesto 28 de la lista de sencillos del Reino Unido y a la posición 46 en Irlanda. El segundo sencillo fue «You Come Through», que apareció en julio de ese año alcanzado el número 41 en las islas británicas y finalmente «Shame», que llegó a número 46.
La gira de promoción duró siete meses, en donde fue acompañada por el bateriesta Rob Ellis y dos nuevos miembros en su banda: el bajista Dingo y el guitarrista Josh Klinghoffer, tocando en festivales como Glastonbury y Eurockéennes además de abrir conciertos para Morrisey. Varias de las presentaciones de la gira quedaron registradas en el álbum en vídeo On Tour: Please Leave Quietly que fue publicado en formato DVD en mayo de 2006.
La canción «Uh Huh Her» (que da el nombre al álbum) fue tocada de manera frecuente durante la gira mundial, pero no se incluyó en el disco. Finalmente, fue grabada para la compilación digital iTunes Originals - PJ Harvey y una versión en directo fue incluida en On Tour: Please Leave Quietly.

## Recepción de la crítica

### Medios anglosajones
Las críticas para el álbum fueron en su mayoría positivas. En el sitio web Metacritic obtuvo un puntaje de 79 sobre 100 basado en 28 reseñas, lo que indica «críticas generalmente positivas». Heather Phares de Allmusic le dio cuatro estrellas de cinco, escribiendo que «es un disco que equilibra los momentos audaces y vulnerables de Harvey». Dorian Lynskey de Blender al otorgarle 3 estrellas de cinco comentó «a pesar del irregular progreso de Uh Huh Her, el carisma de Harvey sigue siendo eléctrico». Uno de los cometarios de David Browne para Entertainment Weekly acerca del álbum y de Harvey fue que «canta como una sirena herida y caprichosa que ha estado en el mar más tiempo de lo que había previsto», calificándolo con una A. Robert Hilburn de Los Angeles Times le otorgó cuatro estrellas y destacando en su crítica «aunque Harvey diga que no consideremos sus canciones como autobiográficas, ella escribe y canta con un carácter y detalles tan convincentes que es difícil separar al escritor de los asedios emocionales que describe». Chris Dahlen de Pitchfork le dio un puntaje de 7.6 de 10, afirmando que «Uh Huh Her es profundamente absorbente: Harvey nunca ha explorado tan minuciosamente el lado minimalista de su música». Christian Hoard de Rolling Stone escribió que era un álbum que mezclaba momentos de crudeza con momentos de austera belleza, melancolía y ternuna, dándole tres estrellas y media de cinco. Alternative Press describió el registro como «profundamente conmovedor» y la revista Hot Press lo consideró «altamente potente». El álbum también tuvo reseñas no muy positivas: NME solo le dio una puntuación de cinco sobre diez, Alexis Petridis del periódico The Guardian pese a que lo calificó con tres estrellas de cinco afirmó que los resultados del álbum «son claramente mixtos» y Will Hermes de Spin le dio una B+.

### Medios en español
Las críticas de medios en español fueron variadas; el diario El Mostrador lo llamó «una placa que termina por situarla definitivamente entre la lista de los clásicos cantautores, al lado de Patti Smith y Nick Cave»; la web Fanzine digital comentó que «Uh Huh Her escuece, pero también significa el retorno de la mejor PJ Harvey»; Mondo sonoro afirmó que es «un álbum enorme»; el sitio Rockaxis alabó el registro, añandiendo que «la madurez que Harvey ha logrado y que se ha fortalecido en este álbum, hace que temas aparentemente banales sean de un peso de indiscutible relevancia».
En contraparte, Jenesaispop escribió «suena como una recopilación de los sonidos de los primeros tiempos, ni excesivamente afortunado ni desafortunado», calificándolo con un puntaje de seis y medio de diez y en la reseña el sitio Hipersónica se decía que «Uh Huh Her no aporta nada a la discografía de PJ Harvey que no hubiese ya previamente».

## Reconocimientos
Uh Huh Her fue el cuarto disco consecutivo de Harvey en ser nominado a los premios Grammy; en la 47.ª entrega anual optó a dicho premio en la categoría de Mejor álbum de música alternativa; en los Brit Awards fue nominada como mejor solista femenina y la revista Spin ubicó al álbum en el puesto 31 de su lista de los mejores 40 trabajos discográficos de 2004.
El álbum inspiró a las músicos estadounidenses Leisha Hailey y Camila Grey quienes formaron su propia banda, llamándola con tal nombre.

## Lista de canciones
Todas las canciones han sido escritas por PJ Harvey.

| Uh Huh Her – Standard edition |                                      |          |  |
| N.º                           | Título                               | Duración |  |
| 1.                            | «The Life and Death of Mr. Badmouth» | 4:51     |  |
| 2.                            | «Shame»                              | 2:32     |  |
| 3.                            | «Who the Fuck?»                      | 2:09     |  |
| 4.                            | «Pocket Knife»                       | 3:41     |  |
| 5.                            | «The Letter»                         | 3:19     |  |
| 6.                            | «The Slow Drug»                      | 3:22     |  |
| 7.                            | «No Child of Mine»                   | 1:05     |  |
| 8.                            | «Cat on the Wall»                    | 3:00     |  |
| 9.                            | «You Come Through»                   | 2:46     |  |
| 10.                           | «It's You»                           | 4:12     |  |
| 11.                           | «The End»                            | 1:21     |  |
| 12.                           | «The Desperate Kingdom of Love»      | 2:42     |  |
| 13.                           | «Seagulls»                           | 1:08     |  |
| 14.                           | «The Darker Days of Me & Him»        | 4:35     |  |

## Posicionamiento en las listas
| País           | Lista                        | Posición |
| -------------- | ---------------------------- | -------- |
| Australia      | Australian ARIA Albums Chart | 14       |
| Austria        | Austrian Top 40              | 33       |
| Bélgica        | Belgian Albums Chart (Vl)    | 16       |
| Bélgica        | Belgian Albums Chart (Wa)    | 31       |
| Dinamarca      | Danish Albums Chart          | 11       |
| Países Bajos   | Dutch Top 100                | 23       |
| Finlandia      | Finnish Albums Chart         | 14       |
| Francia        | French SNEP Albums Chart     | 10       |
| Alemania       | German Albums Chart          | 36       |
| Irlanda        | Irish Albums Chart           | 10       |
| Italia         | Italian FIMI Albums Chart    | 17       |
| Noruega        | Norwegian Albums Chart       | 6        |
| Portugal       | Portuguese AFP Albums Chart  | 17       |
| Suecia         | Swedish Albums Chart         | 14       |
| Suiza          | Swiss Hitparade Albums Chart | 17       |
| Reino Unido    | UK Albums Chart              | 12       |
| Estados Unidos | US Billboard 200             | 29       |
| Estados Unidos | US Billboard Internet Albums | 29       |

| País           | Organismo certificador | Certificación | Ventas  |
| -------------- | ---------------------- | ------------- | ------- |
| Francia        | SNEP                   | —             | 111,000 |
| Reino Unido    | BPI                    | Plata         | 60,000  |
| Estados Unidos | RIAA                   | —             | 135,000 |

## Créditos
Todos los créditos se han adaptado a partir de las notas de Uh Huh Her.
- PJ Harvey – voz, guitarras, bajo, piano, melódica, acordeón, autoarpa, producción, ingeniero de sonido, mezcla, fotografía.
- Rob Ellis – batería, percusión, voces de acompañamiento. (3)
- Head – voces de acompañamiento (3, 5), ingeniero de sonido, mezcla.
- Evelyn Isaac – voces de acompañamiento. (7, 14)
- Maria Mochnacz – arte del disco.
- Rob Crane – arte del disco.